# Američki udar na iranska nuklearna postrojenja
Američki udar na iranska nuklearna postrojenja odvio se 22. lipnja 2025. kada su Zračne snage i Mornarica Sjedinjenih Država napale tri nuklearna postrojenja u Iranu kao dio iransko-izraelskog rata. 
Postrojenje za obogaćivanje urana Fordow, nuklearni objekt Natanz i Centar za nuklearnu tehnologiju Isfahan ciljani su s četrnaest bombi tipa bunker buster GBU-57A/B MOP od 14 000 kg koje su nosili bombarderi tipa stealth Northrop B-2 Spirit, te raketama Tomahawk ispaljenima iz podmornice. Napad, koji je dobio kodni naziv Operacija „Ponoćni čekić”, bio je prva napadna akcija Sjedinjenih Država u iransko-izraelskom ratu, koji je započeo 13. lipnja iznenadnim izraelskim napadima na Iran u lipnju 2025..
Američki predsjednik Donald Trump komentirao je akciju putem „Truth Sociala”, opisujući je kao „vrlo uspješan napad”. Njegova učinkovitost nije potvrđena. Kongresni republikanci uglavnom su podržali Trumpovu akciju, dok su većina demokrata i neki republikanci (Thomas Massie) izrazili zabrinutost ili protivljenje zbog ustavnosti poteza, njegovih učinaka i iranskog odgovora. Odjek u svijetu bio je pomiješan, jer su neki svjetski čelnici pozdravili potez onesposobljavanja iranskoga nuklearnog programa, dok su drugi izrazili zabrinutost zbog eskalacije sukoba ili osudili napade. Iran je odgovorio napadom na američke baze u Iraku i Kataru.